# Lilla Kotjärnet, Västergötland
Lilla Kotjärnet är en sjö i Lerums kommun i Västergötland och ingår i Göta älvs huvudavrinningsområde.